# Vereintes Team

Flagge der Gemeinschaft Unabhängiger Staaten

Olympische Flagge – 1992 auch die vom vereinten Team benutzte Flagge

Das Vereinte Team war 1992 die gemeinsame Mannschaft der Länder der Gemeinschaft Unabhängiger Staaten (GUS) und Georgiens bei den Olympischen Winterspielen in Albertville sowie den Sommerspielen in Barcelona. Es war also das Nachfolgeteam der Mannschaft der Sowjetunion, die vom Obersten Sowjet zum 31. Dezember 1991 aufgelöst worden war, mit Ausnahme der Mannschaften der baltischen Staaten.
Bei den Olympischen Winterspielen 1992 waren die Nationalen Olympischen Komitees (NOKs) der Mitgliedsländer noch nicht dem IOC angeschlossen, da die Auflösung der Sowjetunion erst etwas mehr als zwei Monate zuvor stattgefunden hatte. Während der Eröffnungszeremonie war auf dem Plakat des Teams „Équipe unifiée“ in Großschrift zu sehen, darunter die Namen der fünf teilnehmenden Länder in Kleinschrift, und sowohl der französische als auch der englische Sprecher gaben nur die Namen der teilnehmenden Länder bekannt, ohne den Namen „Unified Team“ bekannt zu geben. Der russische Fahnenträger Waleri Alexejewitsch Medwedzew folgte mit der olympischen Flagge, gefolgt von den Athleten der Mannschaft in keiner bestimmten Reihenfolge, von denen jeder eine kleine Flagge trug, die sein eigenes Land repräsentierte. Die ehemaligen Sowjetrepubliken traten als „vereintes Team“ an, wobei die Sieger bei Medaillenzeremonien unter den Flaggen ihrer eigenen Republiken geehrt wurden und die individuelle Nationalhymne des Athleten gespielt wurde, wenn dieser die Goldmedaille gewann. Das Vereinte Team an sich verwendete die olympische Flagge und der offizielle französische Name der Mannschaft lautete Equipe Unifiée. In den Ergebnislisten wurde das Team unter dem Kürzel EUN geführt.
Häufig wurde das Vereinte Team auch als „GUS-Team“ bezeichnet, was allerdings nicht ganz korrekt ist, da Georgien erst 1993 der GUS beigetreten ist. Diese Mannschaften – noch 1994 trat eine gemeinsame Eishockeymannschaft auf internationaler Ebene an – starteten auch unter der englischen Abkürzung CIS (Commonwealth of Independent States).
Das Team bestand aus Athleten der folgenden Nachfolgestaaten der Sowjetunion:
- Armenien
- Aserbaidschan (nicht bei den Winterspielen)
- Belarus
- Georgien (nicht bei den Winterspielen)
- Kasachstan
- Kirgisistan (nicht bei den Winterspielen)
- Moldau (nicht bei den Winterspielen)
- Russland
- Tadschikistan (nicht bei den Winterspielen)
- Turkmenistan (nicht bei den Winterspielen)
- Ukraine
- Usbekistan